# 부여 밤골사지
부여 밤골사지는 충청남도 부여군 부여읍에 있다. 2007년 12월 28일 부여군의 향토문화유산 제93호로 지정되었다.

## 개요
부여에서 공주방향으로 2.5km정도 떨어진 가증천변에 위치한 백제시대 유적으로 무령왕릉축조 문양전이 출토된 바 있는 정동리와요지와 마주하고 있다. 2004년 2월초에 시굴조사하여 백제시대건물지 2동과 석렬일부와 연화문수막새, 치미, 연가, 전편 등 77점의 유물이 출토되었다. 특히 2동의 건물지에서는 와적기단건물지, 전적기단건물지가 확인되어 백제시대에 사비도성의 방어체계와 구조를 살필 수 있는 중요한 유적으로 파악되었다.